# Catocala sakaii
Catocala sakaii är en fjärilsart som beskrevs av Kishida 1981. Catocala sakaii ingår i släktet Catocala och familjen nattflyn. Inga underarter finns listade i Catalogue of Life.